# Brachylinga clausa
Brachylinga clausa är en tvåvingeart som först beskrevs av Kroeber 1929.  Brachylinga clausa ingår i släktet Brachylinga och familjen stilettflugor. Inga underarter finns listade.